# Ocean Drive (Miami Beach)

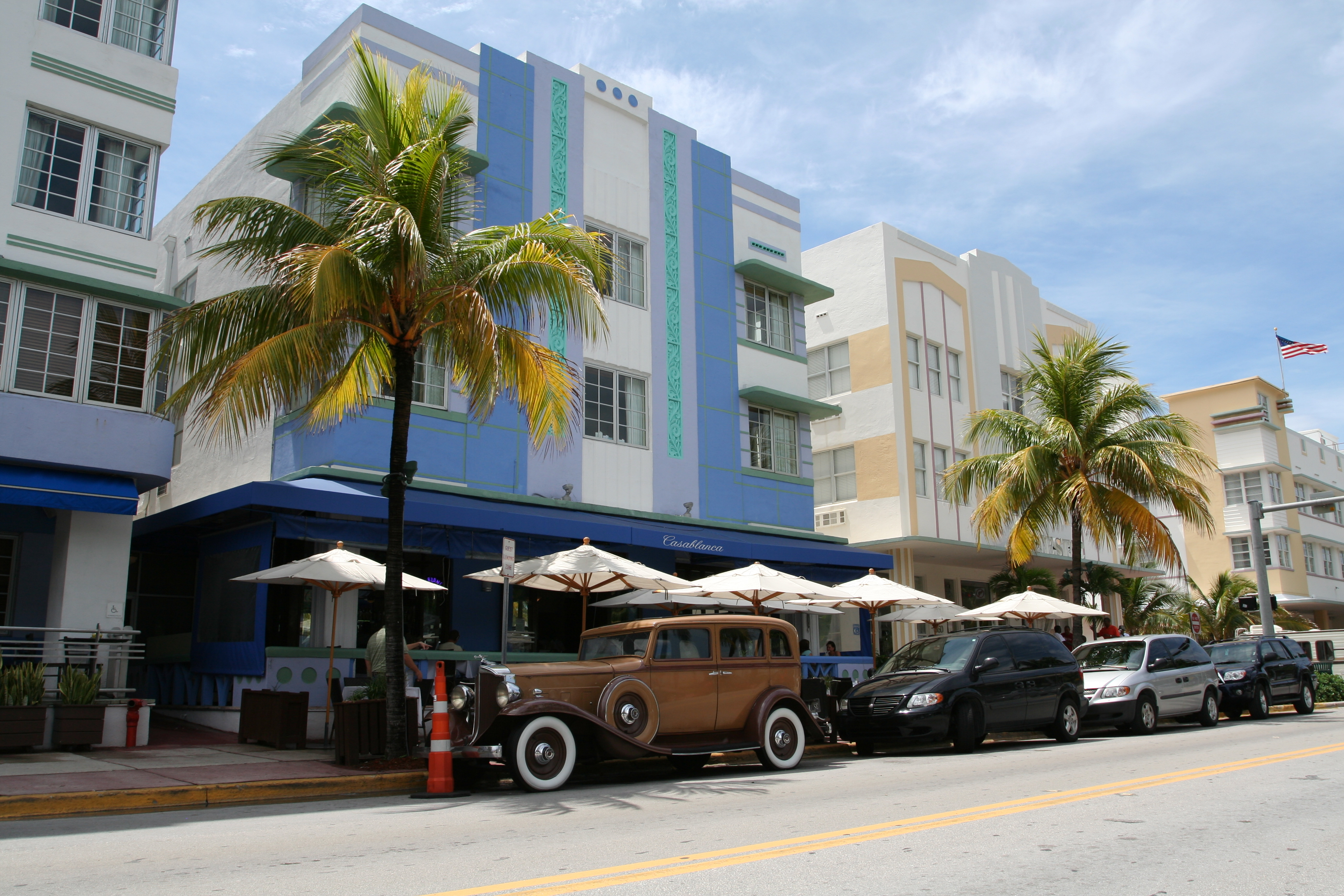
Ocean Drive

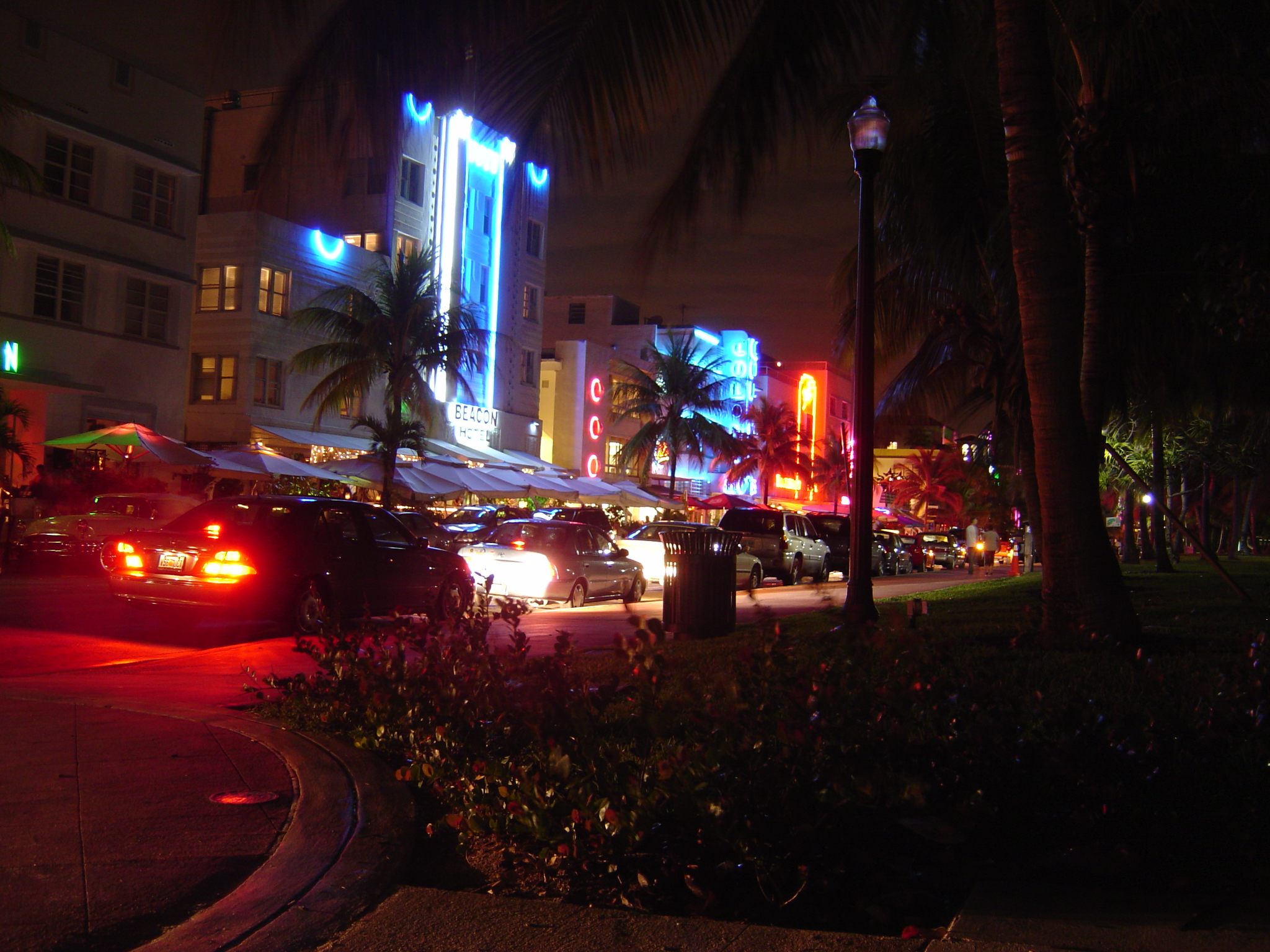
Ocean Drive bij nacht

Ocean Drive is een anderhalve kilometer lange straat in het zuiden van het Amerikaanse Miami Beach en is onderdeel van het Art Deco District. Ocean Drive loopt voor een groot deel langs een park met daarachter een breed strand.
De straat is een van de boegbeelden van de stad en is bekend door de 800 gebouwen die er langs staan. Deze zijn in art-deco- en kubistische stijl gebouwd. Het zijn merendeels hotels en bars die in pastelkleuren beschilderd zijn. Veel van deze panden worden 's avonds door neonlampen verlicht.
Een opvallend bouwwerk aan Ocean Drive is Casa Casuarina (ook bekend als Versace Mansion). Dit hotel is niet in art-deco-, maar in Mediterranean Revival-architectuur gebouwd.

## Trivia
- De straat is een belangrijk decor geweest voor de politieserie Miami Vice. Het zijn de makers van deze serie die er bij de stad op aandrongen dat de huizen een meer modieuze kleurstelling kregen. Aldus geschiedde. De serie speelt dan ook een belangrijke rol in de populariteit van Miami.
- Ocean Drive is ook de naam van het debuutalbum van The Lighthouse Family maar is genoemd naar een weg in Engeland.